# District de Stenay
Le district de Stenay est une ancienne division territoriale française du département de la Meuse de 1790 à 1795.
Il était composé des cantons de Stenay, Dun, Ecurey, Inor, Jametz, Marville, Montigny et Montmédy.

## Galerie

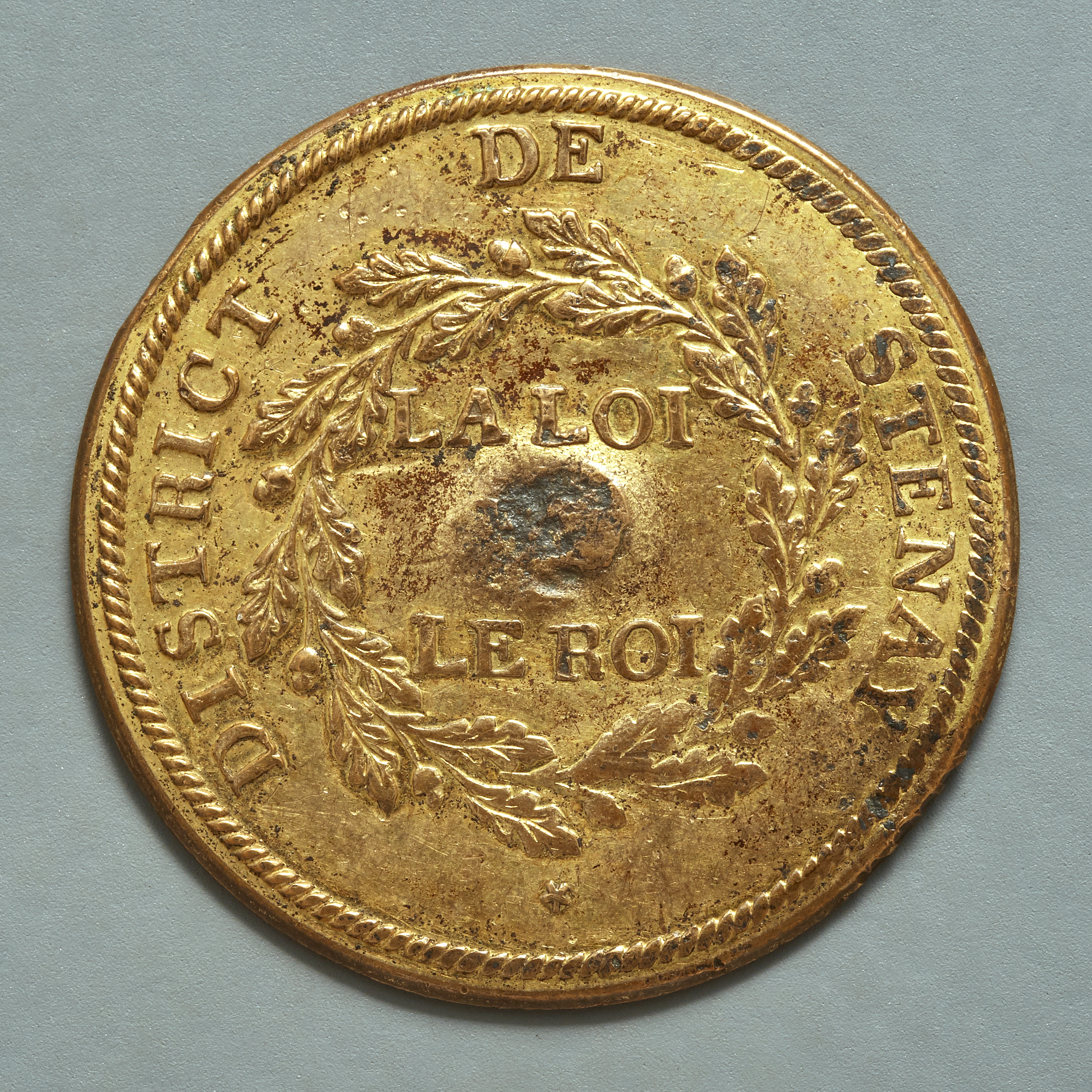
Bouton (musée Carnavalet)